# Euxoa immixta
Euxoa immixta là một loài bướm đêm trong họ Noctuidae.